# Габриэль, бессмертная любовь
Габриэль, бессмертная любовь (исп. Gabriel, amor inmortal) — мини-сериал производства США, снятый в 2008 году. Главного героя сыграл пуэрто-риканский певец и актёр Чайанн, главную героиню сыграла мексиканская актриса Анхелика Селайя и главного отрицательного героя сыграл венесуэльский актёр и певец Хосе Луис Родригес. Этот сериал был снят в высоком качестве и показан во многих странах. Это история, имеющая отсылку к легендам о вампирах и к временам конкистадоров Латинской Америки.

## Сюжет
Главным героем сериала является вампир Габриэль Маркес. Он не может появляться на солнце, выходит на улицу только по ночам. Его единственная мечта — это найти покой рядом с погибшей любимой. 300 лет назад Габриэль потерял свою беременную жену Вивиану. В их дом ворвался вампир, в прошлом известный завоеватель Франсиско Писарро. Он убил Вивиану, а Габриэля превратил в вампира.
Габриэль решает прийти в церковь и попросить помощи у священника. Падре Мигель поначалу пугается Габриэля, но потом пытается понять и поддержать несчастного вампира. Габриэль всячески пытается помогать людям, вступается за женщин. И он решил не нападать на людей, а питаться лишь кровью, которую он получает из донорских пунктов. Однажды Габриэль попадает в перестрелку в больнице и встречает молодую женщину Эву, которая оказалась очень похожей на его покойную жену.
Эва оказалась женщиной из рода Вивианы, и именно этим объяснено поразительное сходство женщин. И ещё Эву мучают странные кошмары по ночам, в которых ей является Писарро. Писарро во времена завоеваний уничтожил одно из поселений инков, и местная колдунья прокляла его, превратив в вампира. Эта женщина была предком Эвы. Писарро стремится уничтожить всех женщин из этого рода. Ведь если он это сделает, то станет непобедимым. Его не сможет спалить солнце, и его нельзя будет убить как других вампиров.
Габриэль попытается защитить Эву, а также избавиться от преследования двух мужчин. Одного из них зовут Бруно. Раньше он работал в полиции, но теперь не может даже днём появляться на улице, потому что его заживо съедает кожная болезнь, ксеродерма. Бруно хочет стать вампиром, чтобы не мучиться от этой болезни. Второй мужчина — это Сантори, посыльный из Ватикана. Однако, Сантори — это не священник и не борец со злыми силами. Это настоящий фанатик, инквизитор современного мира.
Габриэлю и Эве придется бороться со злыми таинственными силами и защищать любовь, которая возродилась между ними.

## Актёры
- Чайанн — Габриэль Маркес
- Анхелика Селайя — Эва Леон/Вивиана Маркес
- Себастьян Лигарде — Сантори
- Хосе Луис Родригес — Франсиско Писарро
- Лаура Ферретти — Марибель
- Хулиан Хиль — доктор Падрон
- Ренато Россини — Падре Хорхе
- Мирта Ренее — Ванесса
- Хуан Давид Феррер — Падре Мигель
- Фредди Викес — Бруно
- Камила Банус — Вампирита 2008
- Альваро Руис — Падре Сандро[3]